# 拘留
拘留是指国家权力通过合法手段限制公民人身自由行為，通常被視為是犯罪偵查強制處分，在部份國家或地區可能與逮捕（arrest）為同一概念，也可能會予以區分。拘提並不全然應用於刑事程序，部分民事诉讼也可能出現法院拘提当事人、證人的情形。發動拘提的目的通常在於刑事案件偵查，被拘留者通常會被押解至特定處所（如派出所、偵訊室）審問，也可能被直接羈押。法律一般會賦予被拘提者司法救濟的機會，如聲請人身保護令。不過，被特定武装力量控制的被拘留者，並不被視作是「战俘」、「犯罪嫌疑人」对待。當代国际法對拘提作出相當限制，如《世界人权宣言》第9条：「不得任意逮捕、拘留、驅逐任何人」，《日内瓦第四公约》中也提到被拘留者。

## 定义
任何失去自由形式的监禁都可以被归类为拘留，即使该词通常指未经审判或没有正当理由情况下对人身自由的控制。以寻找毒品为目的的拘留可被认作是暂时逮捕，因为暂时还不知道是否能针对个人提起诉讼，需要根据搜寻结果而定。在某人的自由被剥夺后，「被拘留」一般是第一个被使用的词语。随后才是逮捕或提前逮捕。比如说，在一个商店扒手被追踪且被控制，但还不知道是否能够逮捕他或她的情况下，一般使用「拘留」一词。

### 对嫌疑犯的拘留
对嫌疑犯的拘留是指在审判或判决进行前，将已经被逮捕的人羁押在监狱、警察局或其他拘留机构。
考虑到其可能对相似恐怖主义活动提供帮助，对可疑恐怖分子羁押的时长各有不同。
英国2006年恐怖主义法案将2000年恐怖主义法案规定的无逮捕令情况下拘留的时长延长到28天（原为14天）。一个有争议的希望延长到90天的政府提案被下议院拒绝。英国刑法要求逮捕者或拘留者在逮捕或拘留某人时需要有合理的理由。

### 不确定的拘留
对个人不确定期限的拘留通常在战争状态下出现。尤其是911袭击后，美国常常在无确定怀疑的情况下拘留他人。在专门针对关塔那摩被拘留者身份审查的战斗员身份审查法庭建立前，美国表示他们身处一个战争法所涵盖的武装状态下，因此可以在冲突中拘禁塔利班和基地组织成员，并不需要通过审判。
美国军队在《军队纪律：战俘、被留用人员、平民和其他被拘留者》手册中规定了被拘留者的待遇。该手册于1997年修改。
「非法战斗员」一词于阿富汗战后进入公众视野，美国拘捕了在战争中被抓捕的塔利班和基地组织成员，并判定他们为「非法战斗员」。这在全球引起巨大争议。美国政府将这些被抓捕的地方士兵称作“被拘留者”，因为他们不符合《日内瓦公约》对战俘的定义。

## 具體規範

### 中華民國
拘提可能是刑事程序中的強制處分，亦可能為民事或行政程序中，執行階段的一種強制措施。根據《中華民國憲法》第8條，政府機關以任何形式拘禁人民者，應於24小時內送交法院，否則應即釋放；拘提亦適用之。

#### 刑事
刑事訴訟的「拘提」是一種短暫限制人身自由的強制處分，目的在於押解被告或犯罪嫌疑人至一定處所接受訊問，原則上要先通知、傳喚後不到才能拘提，除非是以下兩種情形：
逕行
《刑事訴訟法》第76條規定，若被告犯罪嫌疑重大而有逃亡、串證或湮滅證據之虞，或是所犯者為重罪等情形，得不經傳喚逕行拘提；但仍應由法院或檢察官核發「拘票」。
緊急拘捕
《刑事訴訟法》第88條之1規定，如果情況相當急迫無暇等待簽發拘票者，得於符合法定情形下直接拘捕。

#### 執行
在強制執行程序（包括行政執行）中，法院對於惡意隱匿或不履行義務的債務人，亦得依法裁定拘提，並予以管收。

### 中華人民共和國
中华人民共和国的拘留分3类：行政拘留（治安拘留）、司法拘留（民事拘留）和刑事拘留（羁押）。

#### 行政拘留（治安拘留）
指对违反《中华人民共和国治安管理处罚法》的一般违法行为给予的一种最严厉制裁，属于行政处罚的一种。治安拘留最高期限为20日，期满即释放。行政拘留由县级及以上级别公安机关的行政责任人（即局长）签字批准，在公安机关所属行政拘留所执行。对拘留不服的，可提起行政复议、行政诉讼。根据全国人大常委会的决定，国家安全机关和武警部队也被授予了行政拘留处罚执行权。

#### 司法
一种是指在民事、行政诉讼或法院执行过程中，对妨害诉讼活动，如作伪证、冲击法庭、妨害证人作证、隐匿转移被查封、扣押的财产、阻碍法院工作人员执行公务、逃避执行等，由人民法院直接作出的拘留决定，属于司法强制措施，依据的是《民事诉讼法》或《行政诉讼法》，最高期限为20日，由法院将被拘留人交公安机关的行政拘留所执行，不服的可向法院申请复议，拘留期内，由法院决定提前解释或期满释放。
司法拘留还有一种：民法通则第134条规定：人民法院审理民事案件，对严重违反民事法律规范应负民事责任的行为人，可以予以训诫、责令具结悔过、收缴进行非法活动的财物和非法所得，并可以依照法律规定处以罚款、拘留。由此可见，民法通则所规定的拘留，是人民法院以国家的名义，对严重违反民事法律规范的行为人的人身自由加以短期限制的一种惩罚方法。它是民事制裁中最为严厉的惩罚措施。
《国家赔偿法》第38条、《最高人民法院关于民事、行政诉讼中司法赔偿若干问题的解释》第四条，明确规定国家承担民事执行赔偿责任的归责原则。

#### 刑事
是指公安机关、国家安全机关或人民检察院反贪局、渎侦局在刑事案件侦查中，对现行犯或重大嫌疑分子，根据《刑事訴訟法》的规定采取的刑事强制措施。公安机关的刑事拘留，由县级公安机关行政负责人（即局长）签字批准。《刑事訴訟法》第69條規定公安機關對被拘留的人，認為需要逮捕的，應當在拘留後的3日以內，提請人民檢察院侦查监督部门審查批准。在特殊情況下，提請審查批准的時間可以延長1日至4日。對於流竄作案、多次作案、結夥作案的重大嫌疑分子，提請審查批准的時間可以延長至30日。 人民檢察院應當自接到公安機關提請批准逮捕書後的七日以內，作出批准逮捕或者不批准逮捕的決定。人民檢察院不批准逮捕的，公安機關應當在接到通知後立即釋放，並且將執行情況及時通知人民檢察院。對於需要繼續偵查，並且符合取保候審、監視居住條件的，依法取保候審或者監視居住。
1995年1月1日至2012年12月31日实施的修订前的原版《中华人民共和国国家赔偿法》第15条第1项规定为：「对没有犯罪事实或者没有事实证明有犯罪重大嫌疑的人错误拘留的」，被拘留人可以申请国家赔偿。
2013年1月1日开始实施的修订后的《中华人民共和国国家赔偿法》第17条第1项对刑事拘留国家赔偿问题作出规定。分为两种情形：
1. 违法采取刑事措施
2. 合法采取刑事措施但其后终止追究刑事责任的情况，受害人要取得赔偿的权利，必须满足拘留超过羁押期限（最长37天）。[5]

### 香港
香港警察可扣留任何懷疑犯罪者最多48小時以「協助調查案件」；過後如不正式起訴（提起公訴）便要將之釋放。

### 澳門
當司法警察逮捕犯罪嫌疑人後，依據《刑事訴訟法典》第237條(a)規定：最遲在48小時內，將被拘留之人提交接受以簡易訴訟形式進行之審判，或交由有權限之法官以便進行首次司法訊問，又或對其採用一強制措施。

### 大韓民國
依據《大韓民國刑法》，拘留是1日以上30日未滿的自由刑，類似日本。但如果得到裁判官同意，則可繼續羈押。

### 日本
根據日本法律，在日語語境中的同義詞為「拘禁」。按日本《刑法》規定，拘禁的刑期範圍在1日以上、30日以下。

### 美國
在美国，轻罪通常是最高刑罚为行政拘留监禁12个月的犯罪，通常是在当地县拘留所或者在县所属行政拘留所，而重罪犯则通常被监禁在监狱。马萨诸塞州等司法管辖区是一个明显的例外。某些轻罪的最高刑罚可达2.5年行政拘留监禁。被判轻罪的人通常会受缓刑、社区服务、行政拘留、短期监禁或兼职监禁的惩罚，例如可能在周末服刑。
美国宪法规定，如果国会因“重罪和轻罪”被判有罪，总统可以弹劾并随后被免职。在宪法中，“轻罪”一词泛指犯罪行为，而不是现代刑法中使用的重罪-轻罪区分。就弹劾目的而言，什么构成“重罪和轻罪”的定义由国会决定。
在美国，即使对被告行为的刑事指控通常是轻罪，但有时重犯也会被指控犯有重罪。例如，一个人第一次犯下某些罪行，例如攻击配偶，通常是轻罪，但第二次可能会成为重罪。其他轻罪可能会根据上下文升级为重罪。例如，在某些司法管辖区，猥亵暴露罪通常被归类为轻罪，但在未成年人面前实施时，会被指控为重罪。

## 对被拘留者的保护
《日内瓦公约》对被拘留者提供保护，确保其享有人道主义待遇。
出于必要的安全原因，冲突中的一方有权将平民控制在指定区域或者对平民进行拘禁。因此，拘禁是一种安全措施，不能被用作一种惩罚形式。对于国际性冲突的平民被拘禁者，1949年《日内瓦第四公约》及其《第一附加议定书》要求：拘禁必要性原因一旦不复存在，每一位被拘禁者都必须得到立刻释放。
在非国际性武装冲突中，1949年《日内瓦公约》共同第三条与《第二附加议定书》规定，因冲突而被剥夺自由的人员在任何情况下都必须受到人道的对待。他们处于保护之下，应免受谋杀、酷刑以及残忍、不人道或有辱人格的待遇。那些因参与敌对行动而被拘留的人，若其行为触犯国内现行法律而遭到刑事起诉时并不享受豁免权。
此外，《日内瓦公约》还赋予红十字国际委员会对被拘留者的探视权。红十字国际委员会要求各国给予战俘和被关押的平民国际人道法所规定的待遇。通过探视，红十字国际委员会保证被拘留者享有应得之尊严，并在可能情况下恢复其与家人联系。